# خانه سید بیدآبادی
خانه سید بید آبادی مربوط به دوره قاجار است و در اصفهان، خیابان مسجد سید، کوچه شهیدان مقراضگر واقع شده و این اثر در تاریخ ۱۰ خرداد ۱۳۸۲ با شمارهٔ ثبت ۹۰۸۳ به‌عنوان یکی از آثار ملی ایران به ثبت رسیده است.